# القنطرة (راشيا)
القنطرة هي إحدى القرى اللبنانية من قرى قضاء راشيا في محافظة البقاع.
وهي غير بلدة القنطرة الموجودة في قضاء مرجعيون.